# Christian Friedrich von Leins

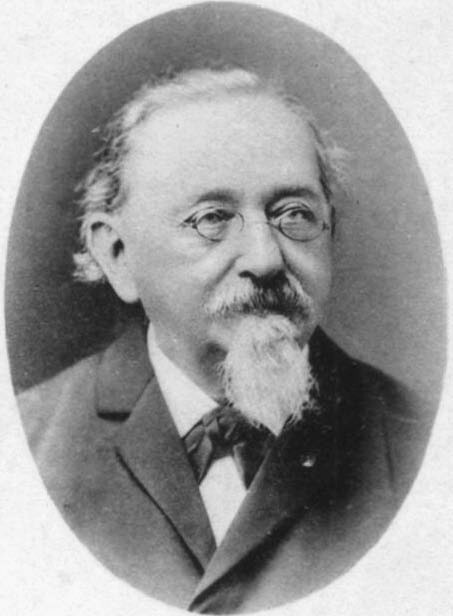
Christian Friedrich von Leins

Christian Friedrich Leins, ab 1872 von Leins (* 22. November 1814 in Stuttgart; † 25. August 1892 ebenda), war ein deutscher Architekt.

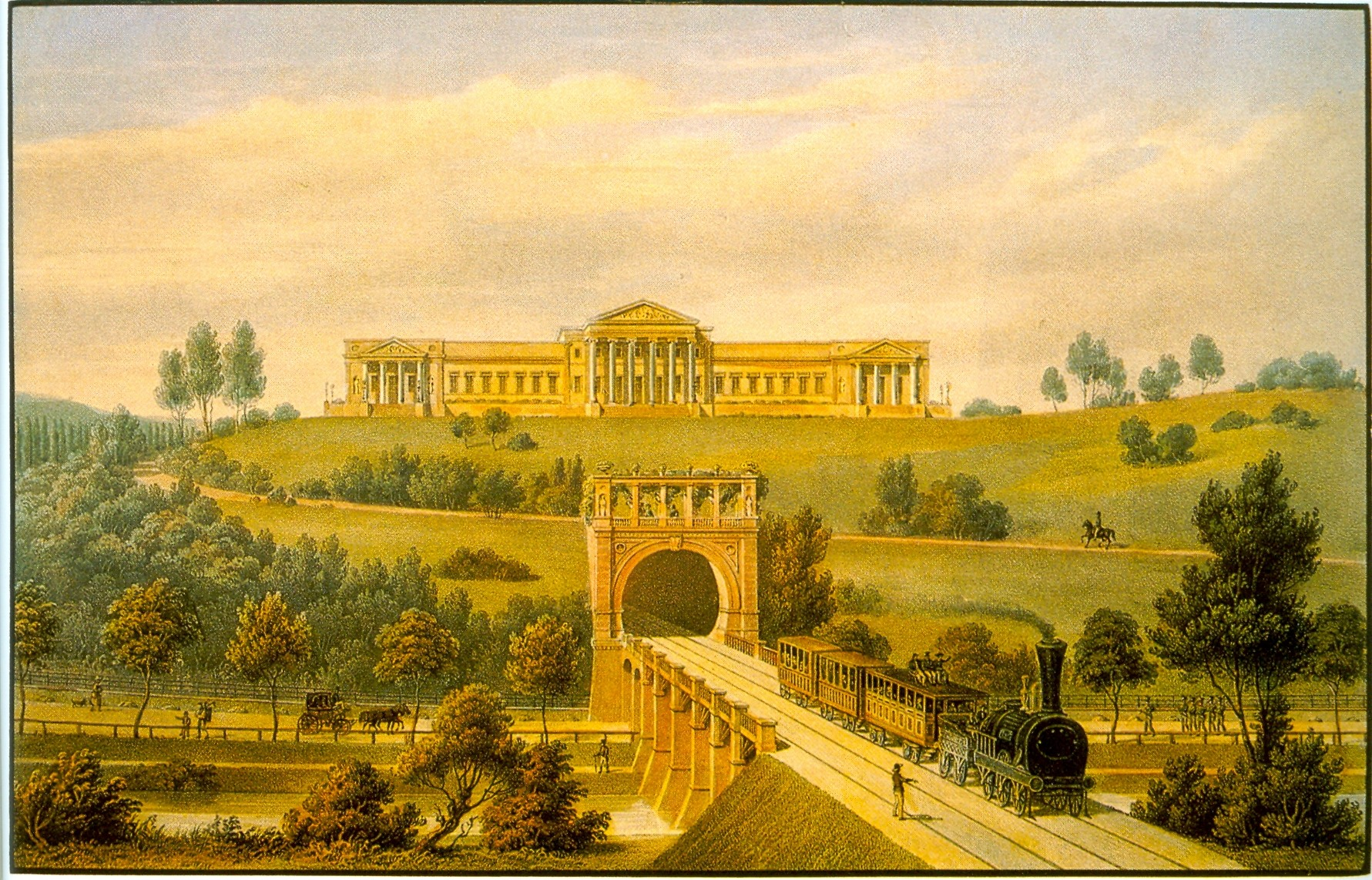
Schloss Rosenstein, Lithografie nach einer Zeichnung von C. F. Leins

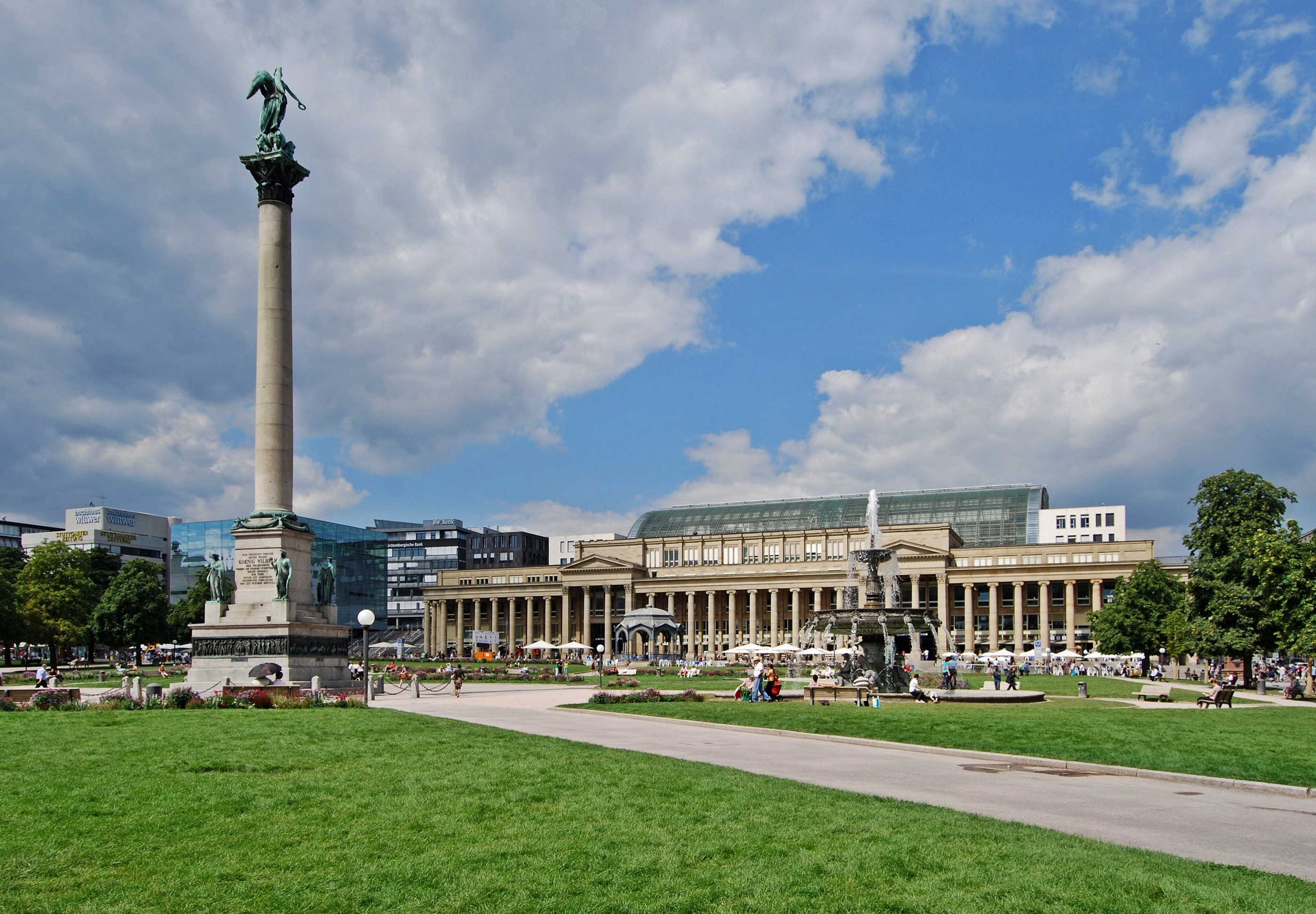
Stuttgarter Schloßplatz mit Schloßplatzspringbrunnen (1863), Pavillon (1871) und Königsbau (1859)

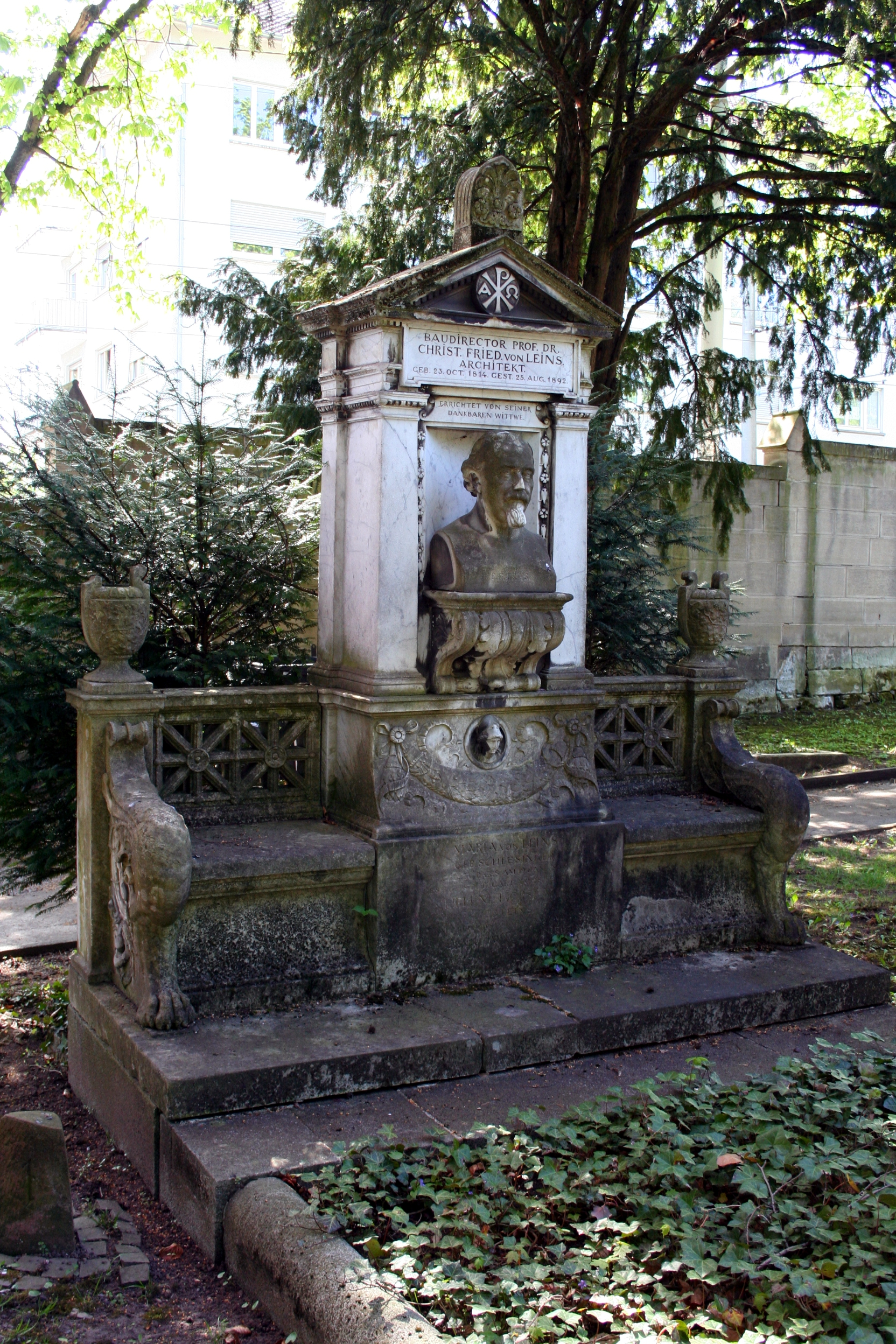
Grab auf dem Pragfriedhof Stuttgart

## Leben
Christian Friedrich von Leins war Sohn des Steinhauers und Werkmeisters Michael Ludwig Leins (1792–1841) und Christine Leins, geborene Aldinger Er besuchte von 1829 bis 1831 die neugegründete Gewerbeschule in Stuttgart und wurde im Anschluss Zimmergeselle bei Conrad Stähle. Von 1837 bis 1840 lebte er in Paris und lernte u. a. bei Henri Labrouste. 1843 machte er Studienreisen nach Bayern und Österreich zu Bauwerken des Mittelalters und der Renaissance. 1846/1847 begleitete er den württembergischen Kronprinzen Karl auf dessen Brautreise nach Italien, um Vorbilder für den geplanten Bau der Villa Berg zu studieren. 1856 heiratete er Marie Schlesinger (1836–1907) in Baden-Baden. Sie hatten gemeinsam sechs Töchter, Marie Formis geb. Leins, Alice Ostertag, geb. Leins, Clara Henneberg geb. Leins, Emma Kronecker, geb. Leins, Margarete Steinhart, geb. Leins, Helene Horsfall, geb. Leins, und einen Sohn, Ludwig Leins. Zu seinen Nachfahren gehörte auch Jutta Kronecker, die mit dem Philologen Konrad Sandkühler verheiratet und Mutter des Mediziners Stefan Sandkühler wurde.
1858 wurde er Professor am späteren Polytechnikum Stuttgart; er stand dort von 1870 bis 1872 sowie von 1878 bis 1880 der dortigen Architekturfachschule vor. Von 1876 bis 1878 war er Rektor des Polytechnikums Stuttgart. Nach Ausgliederung der Kunstgewerbeschule vom Polytechnikum war von Leins von 1881 bis 1892 erster Vorstand der nun selbstständigen Königlichen Kunstgewerbeschule.
1872 wurde Leins mit dem Ritterkreuz erster Klasse des Ordens der württembergischen Krone ausgezeichnet. Die Auszeichnung war mit dem persönlichen Adelstitel verbunden. 1879 erhielt er die Krone zum Ritterkreuz. Seit 1864 war er assoziiertes Mitglied der Académie royale des Sciences, des Lettres et des Beaux-Arts de Belgique. Er starb 1892 in seinem Wohnhaus in der Uhlandstraße 23 in Stuttgart. Sein Ehrengrab befindet sich auf dem Pragfriedhof Stuttgart. Sein Nachlass wird in der Universitätsbibliothek Stuttgart aufbewahrt. Eine von seiner Tochter Emma verfasste Familienchronik Wir Sieben und die Geschichte unserer Jugend befindet sich im Stadtarchiv Stuttgart.

## Bauten (Auswahl)
- 1844: eigenes Wohnhaus in Stuttgart, Uhlandstraße 23
- 1845–1853: „Villa Berg“ in Berg bei Stuttgart (Sommersitz des württembergischen Kronprinzen Karl und seiner Frau, Kronprinzessin Olga)
- 1852–1855: Martinskirche, gen. „Filderdom“, in Stuttgart-Möhringen (1944 zerstört, 1949 wiederaufgebaut in schlichterer Form): Mit ihrem 63 Meter hohen Turm ist sie die weitaus größte Kirche auf den Fildern, daher die Bezeichnung als Dom
- 1854: Umgestaltung des Kirchturms der Evangelischen Johanneskirche Rutesheim
- 1856: Umfassende Renovierung der Laurentiuskirche in Hemmingen
- 1857–1859: „Königsbau“ (höfisches Festsaal- und Basargebäude) in Stuttgart, Schloßplatz (zusammen mit Architekt Johann Michael Knapp)
- 1858: Stadttheater in Biberach an der Riß (1976 abgebrochen)
- 1858–1860: neues Langhaus der evangelischen Stadtkirche in Vaihingen auf den Fildern
- 1858: Kirchturm der Martinskirche in Eberdingen
- 1861: Umbau der Antholianuskirche in Plattenhardt
- 1862–1864: Kreuzkirche am Ölrain, Bregenz
- 1863: Evangelische Kirche in Gschwend
- 1863: Springbrunnen auf dem Schloßplatz in Stuttgart
- 1864–1866: neues Langhaus der evangelischen Stiftskirche in Dettingen an der Erms
- 1864: Sulzbad in Cannstatt
- 1865: Evangelische Petruskirche in Wurmberg
- 1865–1867: Kirche in Nattheim bei Heidenheim
- 1863–1864: Liederhalle Stuttgart im Auftrag des Stuttgarter Liederkranzes (1943 zerstört)
- 1871: Pavillon auf dem Schloßplatz in Stuttgart
- 1873: Umbau der Martinskirche in Metzingen
- 1874: Großer Festsaal der Liederhalle Stuttgart (1943 zerstört)
- 1865–1876: Evangelische Johanneskirche am Feuersee in Stuttgart-West (1943 teilweise zerstört)
- 1876–1877: Kirche in Saulgau
- 1877–1879: Straub’sche Grabkapelle in Geislingen an der Steige
- 1879: Synagoge in Göppingen (1938 zerstört)
- 1879–1883: Evangelische Stadtkirche in Weingarten (Württemberg)
- 1883: Henri-Arnaud-Kirche in Schönenberg bei Maulbronn
- 1884–1886: Martinskirche in Ohmenhausen bei Reutlingen
- 1884–1886: evangelische Kirche St. Gallus in Böhringen
- 1887: Umgestaltung des Kirchturms der Evangelischen Martinskirche in Münsingen
- 1889–1890: Neubau des Schiffs und Erhöhung des Kirchturms der evangelischen Kirche, seit 1949 Michaelskirche in Degerloch bei Stuttgart (gemeinsam mit Heinrich Dolmetsch)[5]

## Mitarbeiter
- Johann Mathias von Holst (1839–1905), baltisch-deutscher Architekt
- Paul Kienzle (1861–1941), deutscher Architekt und Hotelier

## Schriften
- Kirchthurm zu Eberdingen in Württemberg. In: Christliches Kunstblatt für Kirche, Schule und Haus, Bd. 1 (1859), Heft 6, 15. März 1859, S. 46–48 (Digitalisat).
- Beitrag zur Kenntniss der vaterländischen Kirchenbauten. In: Denkschrift zur Feier der Einweihung des neuen Gebäudes der Königl. Polytechnischen Schule, Stuttgart 1864 (Digitalisat).
- Architekturbild der Universitätsstadt Tübingen und ihrer Umgebung. Stuttgart 1877 (hathitrust.org).
- Die Hoflager und Landsitze des württembergischen Regentenhauses, Stuttgart: Greiner & Pfeiffer 1889 (Digitalisat).